# João Vianna
Pour les articles homonymes, voir Vianna.
João José Vianna, plus connu sous le nom de Pipoka, né le 15 novembre 1963 à Brasilia, dans le District fédéral, au Brésil, est un ancien joueur brésilien de basket-ball. Il évolue durant sa carrière au poste d'ailier.

## Palmarès
- 3e du championnat des Amériques 1989, 1992, 1995
- Vainqueur des Jeux panaméricains de 1987